# Emesis arnacis
Emesis arnacis är en fjärilsart som beskrevs av Hans Ferdinand Emil Julius Stichel 1928. Emesis arnacis ingår i släktet Emesis och familjen Riodinidae. Inga underarter finns listade i Catalogue of Life.